# Грильпарцер, Франц
Франц Грильпарцер (нем. Franz Grillparzer; 15 января 1791, Вена — 21 января 1872, там же) — австрийский поэт и драматург.
Один из первых членов Венской Императорской академии наук (1847).

## Биография
Франц Грильпарцер — старший сын адвоката Менцеля Грильпарцера и его супруги Марианны (урожд. Зоннлейтнер).
Учился в гимназии, с 1807 по 1811 года изучал право в Вене.
- 1813: поступил на государственную службу,
- 1832: стал директором имперских архивов,
- в 1847 году вошёл в число первых членов Академии наук,
- 1856: вышел на пенсию в чине надворного советника,
- 1861: член австрийской палаты господ.

Дружил с Генрихом Гейне, Людвигом Бёрне, Людвигом ван Бетховеном, Францем Шубертом.
Похоронен в Вене на Хитцингском кладбище.

## Творчество
- «Праматерь»[нем.] — драма Франца Грильпарцера 1817 года. В качестве образца автор использовал южночешскую легенду под названием Прамати (Предок), которая относится к замку Боротин в Окрес-Таборе (Южная Богемия). Пьеса близка к жанру трагедия рока (драма рока[нем.])[7].

## Признание
В 1864 году избран почетным жителем Вены. Грильпарцер скончался 21 января 1872 в возрасте 81 года, в 1889 году ему поставлен памятник в Венском народном саду. Считается национальным поэтом Австрии. Его творчество высоко ценили Фридрих Энгельс, Франц Кафка, Гуго фон Гофмансталь. Знаменитый советский режиссёр Лесь Курбас перевёл «Горе лжецу» на украинский. Ромен Роллан посвятил отношениям Грильпарцера и Бетховена статью. Изображен на почтовых марках Австрии 1947, 1972 и 1991 годов.

## Переводы на русский язык
Первым переводом Грильцпарцера на русский язык считается «Прародительница» (Die Ahnfrau) П. Г. Ободовского (1829), в которой белый четырёхстопный хорей подлинника заменён александрийским стихом, пятистопным ямбом и разностопным хореем. В этом переводе пьеса шла на русской сцене, однако напечатан был лишь небольшой отрывок; целиком он вышел лишь в конце столетия (1893). Затем Н. П. Протопоповым была переведена сцена из «Сафо» (1839), она получила одобрение Белинского. Этот отрывок был переиздан Н. В. Гербелем в 1877 году. Предполагают, что Протопопов мог перевести трагедию целиком: имеющаяся в Санкт-Петербургской театральной библиотеке цензурная рукопись под названием «Саффо», датированная 1847 годом, не содержит имени переводчика и может принадлежать ему.
В 1885 и 1890 годах в России гастролировала Мейнингенская труппа, в репертуар которой входила «Die Ahnfrau» Грильпарцера. Это вызвало новую волну интереса к нему и новые переводы. Поскольку спектакли труппы шли на немецком языке, для упрощения понимания их публикой В. А. Крылов издал (под псевдонимом В. Александров) серию пересказов основных спектаклей на русском языке. В их число входит и «Прародительница» (1885) с собственным предисловием Крылова.
На рубеже веков появляются ещё два перевода этой пьесы, оба произаические: «Призрак» Гордыни-Упрямецкой (настоящее имя переводчицы не установлено; 1901) и «Прародительница» Д. А. Мансфельда (1890). Первый представляет собой не имеющий художественной ценности дословный подстрочник, второй привносит в текст дух своего времени.
К столетию со дня рождения Грильпарцера Н. Ф. Гильдебрандт-Арбенин выполнил новый перевод «Сафо» (1891), который был поставлен в 1892 году с М. Н. Ермоловой в заглавной роли. Этот перевод был издан в 1895 году и способствовал смене восприятия Грильпарцера: от романтика ко «лже-классику». Новый перевод «Die Ahnfrau» выполнил Блок («Праматерь», 1908), сопроводив его статьёй о писателе. Особняком стоят два перевода («Волны моря и любви» и «Эсфирь») учительницы-полиглота М. Я. Фришмут, изданные после её смерти (1902).
Организованное Горьким в первые годы после революции издательство «Всемирная литература» должно было издать собрание сочинений Грильпарцера, но вышел только первый том (1923), содержащий «Праматерь», «Толедскую еврейку» и «Горе лжецу» в переводах Блока, Е. Р. Малкиной и С. Тужимы. Издание было снабжено статьями и примечаниями Ф. Ф. Зелинского, редакторами выступили Н. С. Гумилёв и М. Л. Лозинский. В книгах авторских гонораров «Всемирной литературы» упоминаются ещё три пьесы, редактировавшиеся Гумилёвым, но не изданные тогда: «Величие и падение короля Оттокара» (перевод В. А. Зоргенфрея), «Сафо» и «Сон есть жизнь». За несколько лет до этого Зоргенфрей издал отдельной книгой «Любушу» (1919).
Вновь пьесы Грильпарцера на русском языке появились только в 1961 году: отведённый ему том в масштабной серии «Библиотека драматурга» стал самым крупным изданием его сочинений. В него вошли «Сафо» (перевод Т. Г. Гнедич), «Величие и падение короля Оттокара» (перевод П. М. Карпа), «Волны моря и любви» (перевод В. Е. Шора), «Сон — жизнь» (перевод С. П. Свяцкого), «Еврейка из Толедо» (перевод И. А. Снеговой и Л. В. Гинзбурга) и «Либуша» (перевод Н. Я. Рыковой). Редактор Е. Г. Эткинд написал предисловие с обстоятельным разбором представленных драм. Тогда же в восьмитомном собрании сочинений Блока был переиздан перевод «Праматери». Он вошёл также в новое шеститомное собрание его сочинений (1980).
Образцы прозы Грильпарцера — две новеллы («Сандомирский монастырь» и «Бедный музыкант») в переводе Т. Путинцевой — вошли в сборник «Австрийская новелла XIX века» (1959). Его «Эстетические штудии» были переведены А. В. Михайловым и вошли в третий том собрания «История эстетики» (1967).
После распада СССР никаких попыток издавать Грильпарцера не предпринималось. В 1996 году в Киеве была вновь переиздана «Праматерь» в переводе Блока. Таким образом, большая часть его наследия остаётся не переведённой на русский язык, другая представляет библиографическую редкость.
Для серии «Литературные памятники» С. Е. Шлапоберская перевела «Автобиографию» Грильпарцера и отдельные записи из его дневников (2005). Книга была издана со статьёй и примечаниями Д. Л. Чавчанидзе.

### Основные издания на русском языке
- Грильпарцеръ Ф. Сафо: Трагедія въ пяти дѣйствіяхъ. Пер. Н.Ѳ. Арбенина. М.: Т-во Скоропечатни А. А. Левенсон, 1895[18]
- Грильпарцеръ Ф. Волны моря и любви; Эсѳирь / Фришмут М. Я. Критические очерки и статьи (посмертное издание). СПб.: Типография М. М. Стасюлевича, 1902[20]
- Грильпарцеръ Ф. Праматерь. Пер. А. Блока. СПб.: Книгоиздательство «Пантеон», 1908
- Грильпарцер Ф. Любуша: Трагедия в 5 д. Пер. и предисл. В. Зоргенфрея. Пг.: Театральный отд. Нар. ком. по просвещению, 1919 (Иностранный театр, № 14)
- Грильпарцер Ф. Пьесы. Т. I: [Праматерь; Толедская еврейка; Горе лжецу]. Пер. А. А. Блока, Е. Р. Малкиной, Ред. Н. Гумилёва и М. Лозинского. Вступительная статья, предисловия и примечания Ф. Ф. Зелинского. Петербург—Москва: Всемирная литература, 1923
- Грильпарцер Ф. Сандомирский монастырь; Бедный музыкант // Австрийская новелла XIX века. М.: ГИХЛ, 1959
- Грильпарцер Ф. Пьесы: [Сафо; Величие и падение короля Оттокара; Волны моря и любви; Сон — жизнь; Еврейка из Толедо; Либуша]. Вступительная статья, примечания и редакция переводов Е. Эткинда. М.-Л.: Искусство, 1961 (Библиотека драматурга)
- Грильпарцер Ф. Эстетические штудии. Пер. и предисловие А. В. Михайлова // История эстетики. Памятники мировой эстетической мысли. Т. 3. М.: Искусство, 1967.
- Грильпарцер Ф. Автобиография. Изд. подг. Д. Л. Чавчанидзе, С. Е. Шлапоберская. М.: Наука, 2005

## Фильмография
- 1910 — Праматерь / Die Ahnfrau (Австрия, реж. Якоб Флек)
- 1914 — Праматерь / Die Ahnfrau (Германия, реж. Вигго Ларсен)
- 1919 — Праматерь / Die Ahnfrau (Австрия, реж. Якоб и Луиза Флек)
- 1919 — Сандомирский монастырь / Das Kloster von Sendomir (Германия, реж. Рудольф Майнерт)
- 1920 — Сандомирский монастырь / Klostret i Sendomir (Швеция, реж. Виктор Шёстрём)
- 1971 — Праматерь / Die Ahnfrau (Германия, реж. Пер Рабен)
- 1972 — Горе лжецу / Weh dem, der lügt (Австрия, реж. Эрнст Хаусма]н)
- 2006 — Слава и закат короля Оттокара / König Ottokars Glück und Ende (Австрия, реж. Петер Шёнхофер)

## Музыка
- По мотивам пьесы «Волны моря и любви» греческий композитор Андреас Незеритис написал оперу «Геро и Леандр».